# Формация Хелл-Крик
Формация Хелл-Крик (англ. Hell Creek Formation, в буквальном переводе «адский ручей») — геологическая формация, комплекс эродированных горных пород на северо-западе США — в Монтане и прилегающих районах Северной Дакоты, Южной Дакоты и Вайоминга. Осадочные породы комплекса формировались на протяжении 1,3 млн лет в промежутке между поздним мелом и ранним палеоценом (маастрихтская эпоха). Возраст наиболее поздних отложений оценивается в 66,043 млн лет.
Формация известна прежде всего большим количеством найденных здесь ископаемых остатков динозавров. Своим названием она обязана известному палеонтологу Барнуму Брауну (1907), который в 1902—1910 годах производил раскопки и совершил ряд открытий в окрестностях населённого пункта Форт-Пек. Одним из таких открытий стали фрагменты скелета доселе неизвестного науке тираннозавра. Значение объекта возросло после обнаружения большого количества ископаемых млекопитающих в местечке Bug Creek Anthills в округе Мак-Кон. Большая часть окаменелостей была добыта в долине реки Миссури на территории округов Монтаны Гарфилд и Мак-Кон. Некоторые находки были также сделаны на востоке штата в окрестностях населённых пунктов Икалака и Глендайв. Участки формации в Южной и Северной Дакотах исследованы в значительно меньшей степени.

## Общие сведения
На территории Монтаны отложения Хелл-Крика перекрывают более древние породы, получившие название «Песчаник Фокс-Хиллс» (англ. Fox Hills Sandstone). Толщина слоя от 300 футов (≈100 м) в районе Мосби до 400—500 футов (≈120—150 м) на склонах хребта Bears Paw. В их состав входят желтовато-серые, оливково-серые и буровато-чёрные углистые и бентонитовые сланцы и алевриты, а также серые либо светло-коричневые мелко- и средне-зернистые карбонатовые известковые песчаники. В небольших объёмах присутствуют песчано- и сланцево-галечниковые конгломераты. В горах Bears Paw имеется угольный пласт. Тонкий промежуточный слой между породами Хелл-Крика и более отложениями молодой формации Форт-Юнион известен повышенным содержанием иридия, что, согласно «теории Альвареса», свидетельствует о метеоритной причине вымирания динозавров.
С ландшафтной точки зрения Хелл-Крик представляет собой сильно пересечённую местность, состоящую из множества крутых оврагов на фоне равнин. Эти овраги, получившие название Missouri Breaks, некогда являлись руслами реки Миссури и её притоков. Во времена динозавров этот район отличался тёплым субтропическим климатом; в настоящее время его земли считаются неплодородными и в основном используются под пастбища овец и крупного рогатого скота.

## Ископаемые организмы
В формации Хелл-Крик обнаружено значительное количество видов ископаемых растений, беспозвоночных, рыб, рептилий, земноводных и млекопитающих. Среди наиболее известных динозавров — тираннозавр и трицератопс. В 1999 году здесь была обнаружена экстраординарная находка — мумифицированные остатки гадрозавра, включая кожу и мягкие ткани.

### Растения
| Список растений, обнаруженных в формации Хелл-Крик | Список растений, обнаруженных в формации Хелл-Крик | Список растений, обнаруженных в формации Хелл-Крик | Список растений, обнаруженных в формации Хелл-Крик                            | Список растений, обнаруженных в формации Хелл-Крик |
| Род                                                | Вид                                                | Штат                                               | Примечания                                                                    | Изображения                                        |
| -------------------------------------------------- | -------------------------------------------------- | -------------------------------------------------- | ----------------------------------------------------------------------------- | -------------------------------------------------- |
| Metasequoia                                        | Не определён                                       |                                                    | Отпечаток шишек с семенами, родственных современной мегасеквойе               |                                                    |
| Cobbania                                           | C. corrugata                                       |                                                    | Ископаемый вид, ранее классифицировался в качестве представителя рода Pistia. |                                                    |
| Araucaria                                          | A. araucana                                        |                                                    | Отпечаток листьев, сходных с современной араукарией чилийской                 |                                                    |

### Земноводные
| Список земноводных, обнаруженных в формации Хелл-Крик | Список земноводных, обнаруженных в формации Хелл-Крик | Список земноводных, обнаруженных в формации Хелл-Крик | Список земноводных, обнаруженных в формации Хелл-Крик | Список земноводных, обнаруженных в формации Хелл-Крик | Список земноводных, обнаруженных в формации Хелл-Крик | Список земноводных, обнаруженных в формации Хелл-Крик | Список земноводных, обнаруженных в формации Хелл-Крик |
| Род                                                   | Вид                                                   | Штат                                                  | Стратиграфическое положение                           | Материал                                              | Примечания                                            | Изображения                                           |                                                       |
| ----------------------------------------------------- | ----------------------------------------------------- | ----------------------------------------------------- | ----------------------------------------------------- | ----------------------------------------------------- | ----------------------------------------------------- | ----------------------------------------------------- | ----------------------------------------------------- |
| Barbourula                                            | Не определён                                          | - Монтана                                             |                                                       |                                                       |                                                       |                                                       |                                                       |
| Eopelobates                                           | Не определён                                          | - Монтана                                             |                                                       |                                                       |                                                       |                                                       |                                                       |
| Habrosaurus                                           | H. dilatus                                            | - Монтана                                             |                                                       |                                                       |                                                       |                                                       |                                                       |
| Lisserpeton                                           | L. bairdi                                             | - Монтана                                             |                                                       |                                                       |                                                       |                                                       |                                                       |
| Opisthotriton                                         | O. kayi                                               | - Монтана                                             |                                                       |                                                       |                                                       |                                                       |                                                       |
| Proamphiuma                                           | P. cretacica                                          | - Монтана                                             |                                                       |                                                       |                                                       |                                                       |                                                       |
| Prodesmodon                                           | P. copei                                              | - Монтана                                             |                                                       |                                                       |                                                       |                                                       |                                                       |
| Scapherpeton                                          | S. tectum                                             | - Монтана                                             |                                                       |                                                       |                                                       |                                                       |                                                       |
| Scotiophryne                                          | S. pustulosa                                          | - Монтана                                             |                                                       |                                                       |                                                       |                                                       |                                                       |

### Костные рыбы
| Список костных рыб, обнаруженных в формации Хелл-Крик | Список костных рыб, обнаруженных в формации Хелл-Крик | Список костных рыб, обнаруженных в формации Хелл-Крик | Список костных рыб, обнаруженных в формации Хелл-Крик | Список костных рыб, обнаруженных в формации Хелл-Крик | Список костных рыб, обнаруженных в формации Хелл-Крик                                   | Список костных рыб, обнаруженных в формации Хелл-Крик |
| Род                                                   | Вид                                                   | Штат                                                  | Стратиграфическое положение                           | Материал                                              | Примечания                                                                              | Изображения                                           |
| ----------------------------------------------------- | ----------------------------------------------------- | ----------------------------------------------------- | ----------------------------------------------------- | ----------------------------------------------------- | --------------------------------------------------------------------------------------- | ----------------------------------------------------- |
| Acipenser                                             | A. eruciferus                                         | - Монтана                                             |                                                       |                                                       | Семейство осетровые                                                                     |                                                       |
| Amia                                                  | A. fragosa                                            | - Монтана                                             |                                                       |                                                       | Мелкая рыба, родственная современной ильной рыбе                                        |                                                       |
| Belonostomus                                          | B. longirostris                                       | - Монтана                                             |                                                       |                                                       | Длинномордая рыба с узким туловищем (возможное сходство с Aspidorhynchidae). Редкий вид |                                                       |
| Coriops                                               | C. amnicolus                                          | - Монтана                                             |                                                       |                                                       |                                                                                         |                                                       |
| Lepisosteus                                           | L. occidentalis                                       | - Монтана                                             |                                                       |                                                       | Панцирная щука. Обычный вид.                                                            |                                                       |
| Palaeolabrus                                          | P. montanensis                                        | - Монтана                                             |                                                       |                                                       |                                                                                         |                                                       |
| Paleopsephurus                                        | P. wilsoni                                            | - Монтана                                             |                                                       |                                                       | Семейство веслоносовые                                                                  |                                                       |
| Paralbula                                             | P. casei                                              | - Монтана                                             |                                                       |                                                       |                                                                                         |                                                       |
| Platacodon                                            | P. nanus                                              | - Монтана                                             |                                                       |                                                       | Мелкая костистая рыба                                                                   |                                                       |
| Protamia                                              | Не определён                                          | - Монтана                                             |                                                       |                                                       |                                                                                         |                                                       |
| Protoscaphirhynchus                                   | P. squamosus                                          | - Монтана                                             |                                                       |                                                       | Семейство осетровые                                                                     |                                                       |

### Хрящевые рыбы
| Список хрящевых рыб, обнаруженных в формации Хелл-Крик | Список хрящевых рыб, обнаруженных в формации Хелл-Крик | Список хрящевых рыб, обнаруженных в формации Хелл-Крик | Список хрящевых рыб, обнаруженных в формации Хелл-Крик | Список хрящевых рыб, обнаруженных в формации Хелл-Крик | Список хрящевых рыб, обнаруженных в формации Хелл-Крик | Список хрящевых рыб, обнаруженных в формации Хелл-Крик |
| Род                                                    | Вид                                                    | Штат                                                   | Стратиграфическое положение                            | Материал                                               | Примечания                                             |                                                        |
| ------------------------------------------------------ | ------------------------------------------------------ | ------------------------------------------------------ | ------------------------------------------------------ | ------------------------------------------------------ | ------------------------------------------------------ | ------------------------------------------------------ |
| Ischyrhiza                                             | I. avonicola                                           | - Монтана                                              |                                                        |                                                        |                                                        |                                                        |
| Lonchidion                                             | L. selachos                                            | - Монтана                                              |                                                        |                                                        |                                                        |                                                        |
| Myledaphus                                             | M. bipartitus                                          | - Монтана                                              |                                                        |                                                        |                                                        |                                                        |

### Птицетазовые динозавры

#### Анкилозавры
| Список анкилозавров, обнаруженных в формации Хелл-Крик | Список анкилозавров, обнаруженных в формации Хелл-Крик | Список анкилозавров, обнаруженных в формации Хелл-Крик | Список анкилозавров, обнаруженных в формации Хелл-Крик | Список анкилозавров, обнаруженных в формации Хелл-Крик | Список анкилозавров, обнаруженных в формации Хелл-Крик | Список анкилозавров, обнаруженных в формации Хелл-Крик |
| Род                                                    | Вид                                                    | Штат                                                   | Стратиграфическое положение                            | Материал                                               | Примечания                                             | Изображения                                            |
| ------------------------------------------------------ | ------------------------------------------------------ | ------------------------------------------------------ | ------------------------------------------------------ | ------------------------------------------------------ | ------------------------------------------------------ | ------------------------------------------------------ |
| Ankylosaurus                                           | Ankylosaurus magniventris                              | - Монтана                                              |                                                        |                                                        | Также найден в отложениях Ланц и Сколлард.             |                                                        |
| ?Edmontonia                                            | Неопределён                                            | - Монтана - Северная Дакота - Южная Дакота             |                                                        |                                                        | Анкилозавр                                             |                                                        |

#### Цератопсы
| \| Таксон \| Переклассифицированный таксон \| Таксон, ошибочно используемый в качестве действительного \| Сомнительный таксон либо синоним \| Ихнотаксон \| Оотаксон \| Морфотаксон \| |                               | Примечание Неопределённые либо экспериментальные данные описаны мелким шрифтом; вышедшие из употребления зачёркнуты. |                                  |            |          |             |
| Таксон | Переклассифицированный таксон | Таксон, ошибочно используемый в качестве действительного                                                             | Сомнительный таксон либо синоним | Ихнотаксон | Оотаксон | Морфотаксон |

| Список цератопсов, обнаруженных в формации Хелл-Крик | Список цератопсов, обнаруженных в формации Хелл-Крик | Список цератопсов, обнаруженных в формации Хелл-Крик | Список цератопсов, обнаруженных в формации Хелл-Крик | Список цератопсов, обнаруженных в формации Хелл-Крик | Список цератопсов, обнаруженных в формации Хелл-Крик                                                      | Список цератопсов, обнаруженных в формации Хелл-Крик |
| Род                                                  | Вид                                                  | Штат                                                 | Стратиграфическое положение                          | Материал                                             | Примечания                                                                                                | Изображения                                          |
| ---------------------------------------------------- | ---------------------------------------------------- | ---------------------------------------------------- | ---------------------------------------------------- | ---------------------------------------------------- | --- | ---------------------------------------------------- |
| Leptoceratops                                        | Не определён                                         | - Монтана                                            |                                                      |                                                      | Небольшой примитивный цератопс                                                                            |                                                      |
| ?Tatankaceratops                                     | ?T. sacrisonorum                                     | - Южная Дакота                                       |                                                      |                                                      | Возможный синоним Triceratops                                                                             |                                                      |
| ?Torosaurus                                          | ?T. latus                                            | - Монтана - Северная Дакота - Южная Дакота           |                                                      |                                                      | Возможный синоним Triceratops. Также обнаружен в отложениях формаций Френчман и Ланц.                     |                                                      |
| Triceratops                                          | T. horridus                                          | - Монтана - Северная Дакота - Южная Дакота           |                                                      | Обычный вид                                          | Обычный вид. Также обнаружен в отложениях формаций Эванстон, Френчман, Киртленд, Ланц, Лэрэми и Сколлард. |                                                      |
| Triceratops                                          | T. maximus                                           | - Монтана                                            |                                                      | «Восемь позвонков, два ребра»                        | Позднее признан ископаемыми остатками неопределённого цератопсида                                         |                                                      |
| Triceratops                                          | T. prorsus                                           | - Монтана                                            |                                                      |                                                      | Также обнаружен в отложениях формаций Френчман и Ланц.                                                    |                                                      |
| Triceratops                                          | T. serratus                                          | - Монтана                                            |                                                      |                                                      | Позднее идентифицирован как T. horridus                                                                   |                                                      |

#### Орнитоподы
| \| Таксон \| Переклассифицированный таксон \| Таксон, ошибочно используемый в качестве действительного \| Сомнительный таксон либо синоним \| Ихнотаксон \| Оотаксон \| Морфотаксон \| |                               | Примечание Неопределённые либо экспериментальные данные описаны мелким шрифтом; вышедшие из употребления зачёркнуты. |                                  |            |          |             |
| Таксон | Переклассифицированный таксон | Таксон, ошибочно используемый в качестве действительного                                                             | Сомнительный таксон либо синоним | Ихнотаксон | Оотаксон | Морфотаксон |

| Список орнитоподов, обнаруженных в формации Хелл-Крик | Список орнитоподов, обнаруженных в формации Хелл-Крик | Список орнитоподов, обнаруженных в формации Хелл-Крик | Список орнитоподов, обнаруженных в формации Хелл-Крик | Список орнитоподов, обнаруженных в формации Хелл-Крик | Список орнитоподов, обнаруженных в формации Хелл-Крик                                                                                               | Список орнитоподов, обнаруженных в формации Хелл-Крик |
| Род                                                   | Вид                                                   | Штат                                                  | Стратиграфическое положение                           | Материал                                              | Примечания | Изображения                                           |
| ----------------------------------------------------- | ----------------------------------------------------- | ----------------------------------------------------- | ----------------------------------------------------- | ----------------------------------------------------- | --- | ----------------------------------------------------- |
| Anatosaurus                                           | A. annectens                                          |                                                       |                                                       |                                                       | Переквалифицирован как Edmontosaurus annectens |                                                       |
| Anatotitan                                            | A. copei                                              |                                                       |                                                       |                                                       | Младший синоним Edmontosaurus annectens. |                                                       |
| Bugenasaura                                           | B. garbanii                                           |                                                       |                                                       |                                                       | Младший синоним Thescelosaurus garbanii |                                                       |
| Bugenasaura                                           | B. infernalis                                         |                                                       |                                                       |                                                       | Переквалифицирован как Thescelosaurus |                                                       |
| Diclonius                                             | D. mirabilis                                          |                                                       |                                                       |                                                       | Младший синоним Trachodon mirabilis, окаменелости в действительности принадлежат виду E. annectens                                                  |                                                       |
| Edmontosaurus                                         | E. annectens                                          | - Монтана - Южная Дакота                              |                                                       | Обычный вид                                           | Гадрозавр. Также обнаружен в отложениях формаций Денвер, Френчман, Лэрэми и Сколлард.                                                               |                                                       |
| Edmontosaurus                                         | E. regalis                                            |                                                       |                                                       |                                                       | Все окаменелости, диагнозируемые как E. regalis, известны из более ранних отложений. Тем не менее, нередко находки гадрозавра относят к этому роду. |                                                       |
| Parasaurolophus                                       | P. walkeri                                            | - Монтана                                             |                                                       |                                                       | Возможно, гадрозавр из группы Lambeosaurinae, родственный паразауролофам.                                                                           |                                                       |
| Thescelosaurus                                        | ?T. garbanii                                          | - Монтана - South Dakota                              |                                                       |                                                       | |                                                       |
| Thescelosaurus                                        | T. infernalis                                         |                                                       |                                                       |                                                       | Nomen dubium |                                                       |
| Thescelosaurus                                        | T. neglectus                                          | - Южная Дакота                                        |                                                       |                                                       | Небольшой орнитопод. Также обнаружен в отложениях формаций Френчман, Ланц, Лэрэми и Сколлард Sometimes misspelled as T. garbani.                    |                                                       |
| Thescelosaurus                                        | Не определён                                          | - Северная Дакота                                     |                                                       |                                                       | |                                                       |
| Trachodon                                             | T. mirabilis                                          |                                                       |                                                       |                                                       | Ошибочная классификация, в настоящее время определён как Edmontosaurus annectens                                                                    |                                                       |

#### Пахицефалозавры
| \| Таксон \| Переклассифицированный таксон \| Таксон, ошибочно используемый в качестве действительного \| Сомнительный таксон либо синоним \| Ихнотаксон \| Оотаксон \| Морфотаксон \| |                               | Примечание Неопределённые либо экспериментальные данные описаны мелким шрифтом; вышедшие из употребления зачёркнуты. |                                  |            |          |             |
| Таксон | Переклассифицированный таксон | Таксон, ошибочно используемый в качестве действительного                                                             | Сомнительный таксон либо синоним | Ихнотаксон | Оотаксон | Морфотаксон |

| Список пахицефалозавров, обнаруженных в формации Хелл-Крик | Список пахицефалозавров, обнаруженных в формации Хелл-Крик | Список пахицефалозавров, обнаруженных в формации Хелл-Крик | Список пахицефалозавров, обнаруженных в формации Хелл-Крик | Список пахицефалозавров, обнаруженных в формации Хелл-Крик | Список пахицефалозавров, обнаруженных в формации Хелл-Крик                                         | Список пахицефалозавров, обнаруженных в формации Хелл-Крик |
| Род                                                        | Вид                                                        | Штат                                                       | Стратиграфическое положение                                | Материал                                                   | Примечания                                                                                         | Изображения                                                |
| ---------------------------------------------------------- | ---------------------------------------------------------- | ---------------------------------------------------------- | ---------------------------------------------------------- | ---------------------------------------------------------- | -------------------------------------------------------------------------------------------------- | ---------------------------------------------------------- |
| ?Dracorex                                                  | ?D. hogwartsia                                             | - Южная Дакота                                             | - Среднее                                                  |                                                            | Возможно, синоним Pachycephalosauria.                                                              |                                                            |
| Pachycephalosaurus                                         | P. wyomingensis                                            | - Монтана - Южная Дакота                                   |                                                            |                                                            | Также обнаружен в отложениях формаций Джудит-Ривер и Ланц.                                         |                                                            |
| Sphaerotholus                                              | S. buchholtzae                                             | - Монтана                                                  |                                                            | «Череп»                                                    | Возможный синоним Prenocephale. Также найден в отложениях формации Китленд                         |                                                            |
| Sphaerotholus                                              | S. goodwini                                                | - Монтана                                                  |                                                            | «Череп»                                                    | |                                                            |
| Stegoceras                                                 | S. edmontonense                                            |                                                            |                                                            |                                                            | Пахицефалозавры из Монтаны и Южной Дакоты были ошибочно отнесены к этому виду из кампанского яруса |                                                            |
| ?Stygimoloch                                               | ?S. spinifer                                               | - Монтана                                                  |                                                            |                                                            | Возможно, синоним Pachycephalosaurus. Также обнаружен в отложениях формации Ланц                   |                                                            |
| ?Stygimoloch                                               | Не определён                                               | - Южная Дакота                                             |                                                            |                                                            | |                                                            |

### Птерозавры
| Список птерозавров, обнаруженных в формации Хелл-Крик | Список птерозавров, обнаруженных в формации Хелл-Крик | Список птерозавров, обнаруженных в формации Хелл-Крик | Список птерозавров, обнаруженных в формации Хелл-Крик                                     | Список птерозавров, обнаруженных в формации Хелл-Крик |
| Род                                                   | Вид                                                   | Штат                                                  | Примечания                                                                                | Изображения                                           |
| ----------------------------------------------------- | ----------------------------------------------------- | ----------------------------------------------------- | ----------------------------------------------------------------------------------------- | ----------------------------------------------------- |
| Infernodrakon                                         | I. hastacollis                                        | - Монтана                                             | Единственный шейный позвонок птерозавра, первоначально приписанный cf. Quetzalcoatlus sp. |                                                       |

### Тероподы

#### Орнитомимозавры
| \| Таксон \| Переклассифицированный таксон \| Таксон, ошибочно используемый в качестве действительного \| Сомнительный таксон либо синоним \| Ихнотаксон \| Оотаксон \| Морфотаксон \| |                               | Примечание Неопределённые либо экспериментальные данные описаны мелким шрифтом; вышедшие из употребления зачёркнуты. |                                  |            |          |             |
| Таксон | Переклассифицированный таксон | Таксон, ошибочно используемый в качестве действительного                                                             | Сомнительный таксон либо синоним | Ихнотаксон | Оотаксон | Морфотаксон |

| Список орнитомимозавров, обнаруженных в Хелл-Крик | Список орнитомимозавров, обнаруженных в Хелл-Крик | Список орнитомимозавров, обнаруженных в Хелл-Крик | Список орнитомимозавров, обнаруженных в Хелл-Крик | Список орнитомимозавров, обнаруженных в Хелл-Крик | Список орнитомимозавров, обнаруженных в Хелл-Крик | Список орнитомимозавров, обнаруженных в Хелл-Крик | Список орнитомимозавров, обнаруженных в Хелл-Крик |
| Род                                               | Вид                                               | Штат                                              | Стратиграфическое положение                       | Материал                                          | Примечания                                        | Изображения                                       |                                                   |
| ------------------------------------------------- | ------------------------------------------------- | ------------------------------------------------- | ------------------------------------------------- | ------------------------------------------------- | ------------------------------------------------- | ------------------------------------------------- | ------------------------------------------------- |
| «Orcomimus»                                       | Nomen nudum                                       | - Южная Дакота                                    |                                                   |                                                   |                                                   |                                                   |                                                   |
| Ornithomimus                                      | Не определён                                      | - Монтана - Северная Дакота - Южная Дакота        |                                                   |                                                   |                                                   |                                                   |                                                   |
| Struthiomimus                                     | S. sedens                                         |                                                   |                                                   |                                                   | Крупный орнитомимид.                              |                                                   |                                                   |
| Struthiomimus                                     | Не определён                                      | - Северная Дакота - Южная Дакота                  |                                                   |                                                   |                                                   |                                                   |                                                   |

#### Альваресзавриды
| \| Таксон \| Переклассифицированный таксон \| Таксон, ошибочно используемый в качестве действительного \| Сомнительный таксон либо синоним \| Ихнотаксон \| Оотаксон \| Морфотаксон \| |                               | Примечание Неопределённые либо экспериментальные данные описаны мелким шрифтом; вышедшие из употребления зачёркнуты. |                                  |            |          |             |
| Таксон | Переклассифицированный таксон | Таксон, ошибочно используемый в качестве действительного                                                             | Сомнительный таксон либо синоним | Ихнотаксон | Оотаксон | Морфотаксон |

| Список альваресзаврид, обнаруженных в Хелл-Крик | Список альваресзаврид, обнаруженных в Хелл-Крик | Список альваресзаврид, обнаруженных в Хелл-Крик | Список альваресзаврид, обнаруженных в Хелл-Крик | Список альваресзаврид, обнаруженных в Хелл-Крик | Список альваресзаврид, обнаруженных в Хелл-Крик | Список альваресзаврид, обнаруженных в Хелл-Крик |
| Род                                             | Вид                                             | Штат                                            | Стратиграфическое положение                     | Материал                                        | Примечания                                      | Изображения                                     |
| ----------------------------------------------- | ----------------------------------------------- | ----------------------------------------------- | ----------------------------------------------- | ----------------------------------------------- | ----------------------------------------------- | ----------------------------------------------- |
| Trierarchuncus                                  | T. prairiensis                                  | - Монтана                                       |                                                 |                                                 |                                                 |                                                 |

#### Овирапторозавры
| \| Таксон \| Переклассифицированный таксон \| Таксон, ошибочно используемый в качестве действительного \| Сомнительный таксон либо синоним \| Ихнотаксон \| Оотаксон \| Морфотаксон \| |                               | Примечание Неопределённые либо экспериментальные данные описаны мелким шрифтом; вышедшие из употребления зачёркнуты. |                                  |            |          |             |
| Таксон | Переклассифицированный таксон | Таксон, ошибочно используемый в качестве действительного                                                             | Сомнительный таксон либо синоним | Ихнотаксон | Оотаксон | Морфотаксон |

| Список овирапторозавров, обнаруженных в Хелл-Крик | Список овирапторозавров, обнаруженных в Хелл-Крик | Список овирапторозавров, обнаруженных в Хелл-Крик | Список овирапторозавров, обнаруженных в Хелл-Крик | Список овирапторозавров, обнаруженных в Хелл-Крик | Список овирапторозавров, обнаруженных в Хелл-Крик                                                                     | Список овирапторозавров, обнаруженных в Хелл-Крик | Список овирапторозавров, обнаруженных в Хелл-Крик |
| Род                                               | Вид                                               | Штат                                              | Стратиграфическое положение                       | Материал                                          | Примечания | Изображения                                       |                                                   |
| ------------------------------------------------- | ------------------------------------------------- | ------------------------------------------------- | ------------------------------------------------- | ------------------------------------------------- | --- | ------------------------------------------------- | ------------------------------------------------- |
| Caenagnathus                                      | C. collinsi                                       | - Южная Дакота                                    |                                                   |                                                   | Иногда рассматривается как синоним Chirostenotes, однако типовой материал найден в отложениях формации Дайносор-Парк. |                                                   |                                                   |
| Caenagnathus                                      | Не определён                                      | - Южная Дакота                                    |                                                   | Суставная часть нижней челюсти, код BHM 2033.     | |                                                   |                                                   |
| Chirostenotes                                     | C. elegans                                        | - Монтана                                         |                                                   | Часть плюсны, код MOR 752.                        | Крупный овирапторозавр. Также известен из отложений формаций Дайносор-Парк и Ту-Медисин.                              |                                                   |                                                   |
| Chirostenotes                                     | C. sp.                                            | - Южная Дакота                                    |                                                   | На основании неописанного «Triebold specimen»     | |                                                   |                                                   |
| Elmisaurus                                        | E. elegans                                        |                                                   |                                                   |                                                   | Младший синоним Chirostenotes elegans.                                                                                |                                                   |                                                   |

#### Паравесы
| \| Таксон \| Переклассифицированный таксон \| Таксон, ошибочно используемый в качестве действительного \| Сомнительный таксон либо синоним \| Ихнотаксон \| Оотаксон \| Морфотаксон \| |                               | Примечание Неопределённые либо экспериментальные данные описаны мелким шрифтом; вышедшие из употребления зачёркнуты. |                                  |            |          |             |
| Таксон | Переклассифицированный таксон | Таксон, ошибочно используемый в качестве действительного                                                             | Сомнительный таксон либо синоним | Ихнотаксон | Оотаксон | Морфотаксон |

| Список паравесов, обнаруженных в Хелл-Крик | Список паравесов, обнаруженных в Хелл-Крик | Список паравесов, обнаруженных в Хелл-Крик | Список паравесов, обнаруженных в Хелл-Крик | Список паравесов, обнаруженных в Хелл-Крик                                                      | Список паравесов, обнаруженных в Хелл-Крик | Список паравесов, обнаруженных в Хелл-Крик | Список паравесов, обнаруженных в Хелл-Крик |
| Род                                        | Вид                                        | Штат                                       | Стратиграфическое положение                | Материал                                                                                        | Примечания | Изображения                                |                                            |
| ------------------------------------------ | ------------------------------------------ | ------------------------------------------ | ------------------------------------------ | ----------------------------------------------------------------------------------------------- | --- | ------------------------------------------ | ------------------------------------------ |
| Avisaurus                                  | A. archibaldi                              | - Монтана                                  |                                            |                                                                                                 | Энанциорнисовая птица |                                            |                                            |
| ?Dromaeosaurus                             | Не определён                               | - Монтана - Южная Дакота                   |                                            | Зубы                                                                                            | Зубы дромеозаврида, сходные с более древним Dromaeosaurus albertensis                                                                                 |                                            |                                            |
| Paronychodon                               | P. lacustris                               | - Монтана - Северная Дакота - Южная Дакота |                                            | Зубы                                                                                            | Неопределённый троодонтид, больше известный из отложений Дайносор-Парк, Френчман, Джудит-Ривер, Киртленд и Милк-ривер                                 |                                            |                                            |
| Paronychodon                               | Не определён                               | - Южная Дакота                             |                                            | Зубы                                                                                            | Неопределённый троодонтид |                                            |                                            |
| Richardoestesia                            | R.? isosceles                              | - Монтана - Северная Дакота - Южная Дакота |                                            | Зубы                                                                                            | |                                            |                                            |
| Richardoestesia                            | R. cf. gilmorei                            | - Северная Дакота                          |                                            | Зубы                                                                                            | |                                            |                                            |
| Richardoestesia                            | - Не определён                             | - Южная Дакота                             |                                            | Зубы                                                                                            | |                                            |                                            |
| Saurornithoides                            | Не определён.                              | - Монтана                                  |                                            | Зубы                                                                                            | Остатки предположительно приписываются монгольской группе Saurornithoides, в которой позднее была классифицирована как троодон                        |                                            |                                            |
| ?Saurornitholestes                         | Не определён                               | - Монтана - Северная Дакота - Южная Дакота |                                            | Зубы                                                                                            | Дромеозаврид, родственный более древнему Saurornitholestes langstoni                                                                                  |                                            |                                            |
| Stenonychosaurus                           | S. inequalis                               | - Монтана                                  |                                            |                                                                                                 | Младший синоним Troodon formosus |                                            |                                            |
| ?Troodon                                   | ?T. formosus                               | - Монтана                                  |                                            | Teeth                                                                                           | Неопределённый вид троодона. |                                            |                                            |
| ?Troodon                                   | Не определён                               | - Монтана - Южная Дакота                   |                                            | Зубы                                                                                            | Зубы троодонида, схожие с Troodon formosus |                                            |                                            |
| Dakotaraptor                               | D.steini                                   | - Южная Дакота                             |                                            | Хвостовые и спинной позвонки,вилочка,верхние конечности и разрозненные кости нижних конечностей | В 2005 году палеонтолог Роберт де Пальма обнаружил скелет крупного (до 5—6 метров) дромеозаврида в округе Хардинг на северо-западе штата Южная Дакота |                                            |                                            |
| «Unnamed ornithurine B»                    | Не определён                               | - Монтана                                  |                                            | Часть клювовидного отростка                                                                     | Ornithurae, по некоторым признакам схожий с Cimolopteryx                                                                                              |                                            |                                            |
| «Unnamed ornithurine C»                    | Не определён                               |                                            |                                            | Часть клювовидного отростка                                                                     | Ornithurae, также обнаруженный в формации Форт-Юнион. Единственный известный вид, достоверно переживший Мел-палеогеновое вымирание                    |                                            |                                            |
| «Unnamed ornithurine D»                    | Не определён                               |                                            |                                            | Часть клювовидного отростка                                                                     | Ornithurae |                                            |                                            |
| «Unnamed hesperornithiform A»              | Не определён                               |                                            |                                            | Цевка                                                                                           | Примитивный представитель гесперорнисообразных |                                            |                                            |

#### Тираннозавриды
| \| Таксон \| Переклассифицированный таксон \| Таксон, ошибочно используемый в качестве действительного \| Сомнительный таксон либо синоним \| Ихнотаксон \| Оотаксон \| Морфотаксон \| |                               | Примечание Неопределённые либо экспериментальные данные описаны мелким шрифтом; вышедшие из употребления зачёркнуты. |                                  |            |          |             |
| Таксон | Переклассифицированный таксон | Таксон, ошибочно используемый в качестве действительного                                                             | Сомнительный таксон либо синоним | Ихнотаксон | Оотаксон | Морфотаксон |

| Список тираннозаврид, обнаруженных в Хелл-Крик | Список тираннозаврид, обнаруженных в Хелл-Крик | Список тираннозаврид, обнаруженных в Хелл-Крик | Список тираннозаврид, обнаруженных в Хелл-Крик | Список тираннозаврид, обнаруженных в Хелл-Крик | Список тираннозаврид, обнаруженных в Хелл-Крик | Список тираннозаврид, обнаруженных в Хелл-Крик           | Список тираннозаврид, обнаруженных в Хелл-Крик |
| Род                                            | Вид                                            | Штат                                           | Стратиграфическое положение                    | Материал                                       | Примечания | Изображения                                              |                                                |
| ---------------------------------------------- | ---------------------------------------------- | ---------------------------------------------- | ---------------------------------------------- | ---------------------------------------------- | --- | -------------------------------------------------------- | ---------------------------------------------- |
| Aublysodon                                     | A. mirandus                                    | - Монтана                                      |                                                |                                                | В настоящее время рассматривается как неопределённый вид                                                                                            |                                                          |                                                |
| ?Nanotyrannus                                  | ?N. lancensis                                  | - Монтана                                      |                                                |                                                | «Nearly complete skull.» | Небольшой тираннозаврид, возможно синоним Tyrannosaurus. |                                                |
| Tyrannosaurus                                  | T. rex                                         | - Монтана - Северная Дакота - Южная Дакота     |                                                |                                                | Также обнаружен в отложениях Denver, Frenchman, Hill Creek South, Javelina, Kirtland, Lance, McRae, North Horn, Scollard и Willow Creek Formations. |                                                          |                                                |

### Черепахи
| \| Таксон \| Переклассифицированный таксон \| Таксон, ошибочно используемый в качестве действительного \| Сомнительный таксон либо синоним \| Ихнотаксон \| Оотаксон \| Морфотаксон \| |                               | Примечание Неопределённые либо экспериментальные данные описаны мелким шрифтом; вышедшие из употребления зачёркнуты. |                                  |            |          |             |
| Таксон | Переклассифицированный таксон | Таксон, ошибочно используемый в качестве действительного                                                             | Сомнительный таксон либо синоним | Ихнотаксон | Оотаксон | Морфотаксон |

| Adocus      | Indeterminate | - Монтана         |  |  |  |
| Compsemys   | C. victa      | - Монтана         |  |  |  |
| Eubaena     | E. cephalica  | - Монтана         |  |  |  |
| Gamerabaena | G. sonsalla   | - Северная Дакота |  |  |  |
| Trionyx     | Не определён  | - Монтана         |  |  |  |